# Instytut Torfowy
Instytut Torfowy (II RP) – jednostka organizacyjna Ministerstwa Rolnictwa i Dóbr Państwowych, istniejąca w latach 1919–1922, ustanowiona w celu badania gruntów torfowych oraz zakładania pracowni, stacji i pól doświadczalnych, urządzania kursów i odczytów i ogłaszania prac, poświęconych sprawie należytej eksploatacji torfowisk.

## Powołanie Instytutu
Na podstawie rozporządzenie Rady Ministrów z 1919 r. w przedmiocie utworzenia Instytutu Torfowego ustanowiono Instytut.

## Zadanie Instytutu
Zadaniem Instytutu było:
- badanie i inwentaryzacja gruntów torfowych, nadających się do eksploatacji rolniczej lub technicznej, a zwłaszcza opałowej, w celu umożliwienia prawidłowego zużytkowania torfowisk;
- opracowanie zasad eksploatacji rolniczej i technicznej torfowisk;
- udzielanie opinii i porad w sprawie eksploatacji rolniczej i technicznej torfowisk oraz popularyzacja zasad tej eksploatacji.

## Kierowanie Instytutem
Na czele Instytutu stał dyrektor, który zarządzał wszystkimi sprawami Instytutu, kierował biegiem jego prac i był za niego odpowiedzialny przed Ministrem Rolnictwa i Dóbr Państwowych.

## Rada Instytutu
Przy Instytucie Torfowym działała Rada, składająca się z:
- kierowników samodzielnych stacji doświadczalnych,
- osób delegowanych przez Ministra Rolnictwa i Dóbr Państwowych,
- delegata Ministerstwa Robót Publicznych,
- delegata Ministerstwa Przemysłu i Handlu,
- delegata  Senatu Politechniki Warszawskiej,
- delegata  towarzystw rolniczych.

Rada Instytutu powołana była do wypowiadania doradczych opinii fachowych w sprawach, wchodzących w zakres działalności Instytutu, a to zarówno w zakresie prac dokonanych, jak też planu dalszego ich rozwoju.

## Zniesienie Instytutu
Na podstawie rozporządzenie Rady Ministrów z 1922 r. w przedmiocie skasowania Instytutu Torfowego zniesiono Instytut.